# Kyrkofestivalen i Žemaičių Kalvarija
Kyrkofestivalen i Žemaičių Kalvarija (litauiska: Didieji Žemaičių Kalvarijos atlaidai) är en katolsk festival tillägnad Jungfru Maria. Den äger rum årligen i juli i staden Žemaičių Kalvarija i Samogitien, Litauen och besöks av många pilgrimer och turister.